# Julius Landmann
Julius Landmann (* 6. August 1877 in Lemberg, Galizien; † 8. November 1931 in Kiel) war ein österreichischer Nationalökonom.

## Leben und Werk
Julius Landmann wurde geboren als Sohn des jüdischen Bankiers Emil Landmann und der Bertha Kurzer. Im Alter von 17 Jahren musste er den Besuch des Gymnasiums in Lemberg abbrechen, um nach dem Tod des Vaters durch Beschäftigung bei einer Bank, als Schlosser und Stenograph zum Familienunterhalt beizutragen. Landmann war Mitarbeiter der sozialistischen Partei. 1895 ging er nach Wien, wo er als Korrespondent arbeitete. 1896 nahm er in Bern ein Studium der Nationalökonomie, Philosophie, Germanistik sowie des Staats- und Verwaltungsrechts auf. Später studierte er auch in Zürich, Würzburg, Berlin, Basel, Göttingen und Kiel.
1900 wurde er bei August Oncken promoviert mit der Arbeit "Das System der Diskontpolitik". 1901 nahm er eine Tätigkeit beim Internationalen Arbeitsamt in Basel auf, die er bis 1906 bekleidete. Aus seiner 1903 geschlossenen Ehe mit der Philosophin Edith Landmann gingen die beiden Söhne Georg Peter Landmann und Michael Landmann sowie eine früh verstorbene Tochter Eva hervor.
Nachdem die Schweizerische Nationalbank gegründet worden war, für die Landmann sich engagiert eingesetzt hatte, war er dort als Sekretär des Bankrates und des Bankausschusses sowie als Vorsteher des Statistischen Büros und Prokurist tätig.
1910 wurde Landmann ohne Habilitation auf einen neu gegründeten Lehrstuhl für Nationalökonomie unter besonderer Berücksichtigung des Handels an der Universität Basel berufen. Von 1914 bis 1925 war er als Redaktor der Zeitschrift für schweizerische Statistik und Volkswirtschaft tätig und seit 1912 Mitherausgeber der Beiträge zur schweizerischen Wirtschaftskunde.
Daneben verfasste er Gutachten für die politischen Entscheidungsträger, insbesondere für das eidgenössische Wirtschaftsdepartement und das Finanzdepartement. Insbesondere für seinen Gesetzentwurf für eine Stempelsteuer wurde er jedoch scharf kritisiert. Er beriet auch den Prinzen Karl von Liechtenstein bei der Einführung der Frankenwährung in seinem Fürstentum.
1927 wurde Landmann ans Institut für Weltwirtschaft nach Kiel berufen, wo er sich jedoch nicht richtig einlebte. 1931 nahm er sich das Leben.
Julius Landmann stand seit 1913 in engem Kontakt zu dem Dichter Stefan George, der einen wachsenden Einfluss auf seine ökonomische Arbeit ausübte.

## Schriften
- Die Principien der Discontpolitik, Bern 1900.
- Die auswärtigen Kapitalanlagen aus dem Berner Staatsschatz im 18. Jahrhundert, Zürich 1903.
- Die Notenbankfrage in der Schweiz. Geschichte und gegenwärtiger Stand, in: Zeitschrift für Volkswirtschaft, Sozialpolitik und Verwaltung 12 (1903), S. 1–70.
- Die Arbeiterschutzgesetzgebung in der Schweiz, Basel 1904.
- Die Banken in der Schweiz, in: Handwörterbuch der Staatswissenschaften, Bd. 2, Jena 1909, S. 500–509.
- Die Kriegsfinanzen der Großmächte, Basel 1915.
- Gutachten zur Frage der Einführung der Frankenwährung in Liechtenstein, Basel 1919.
- Gutachten zur Frage der bundesgesetzlichen Einführung einer Stempelabgabe auf Coupons und Zinsgutschriften mit Gesetzesentwurf und Begründung, Bern 1919.
- Entwurf eines Gewerbegesetzes für das Fürstentum Liechtenstein, Vaduz 1923.
- Die schweizerische Volkswirtschaft. Volkswirtschaft, Arbeitsrecht, Sozialversicherung der Schweiz, Einsiedeln 1925.
- Moderne Organisationsformen der öffentlichen Unternehmung (= Schriften des Vereins für Socialpolitik, Bd. 176), München 1931/32.
- Vorträge aus dem Nachlass, Basel 1933.